# Shamoke
Shamoke, auch Sha Moke oder Shamo Ke (chinesisch 沙摩柯) war ein General der Shu Han zur Zeit der Drei Reiche im alten China.
Er war ursprünglich ein Anführer des barbarischen Mang-Stamms (den Miao zugehörig) und unterwarf sich im Jahr 213 dem Kriegsherrn Liu Bei. Während in der Geschichtsschreibung wenig über sein Leben überliefert ist, erhält seine Gestalt in der Geschichte der Drei Reiche von Luo Guanzhong ein deutlicheres Profil. So wird sein Äußeres wie folgt beschrieben: „Sein Gesicht war rot angemalt, wie von Blut besprenkelt, und seine Augen waren grün und groß. Als er sich auf Gan Nings Truppen warf, schwang er eine eiserne Stachelkeule mit Knochenschmuck, und zwei Bogen hatte er um seinen Gürtel gespannt. Es war ein furchtbarer Anblick.“
Im nächsten Abschnitt tötet er den angeschlagenen Wu-General Gan Ning mit einem Pfeil in den Hinterkopf. Später in der Schlacht ist er von Flammen umgeben und wird vom Wu-General Zhou Tai getötet.
Historisch ist allerdings bekannt, dass Shamoke Gan Ning nicht getötet haben kann.
| Personendaten    | Personendaten       |
| ---------------- | ------------------- |
| NAME             | Shamoke             |
| ALTERNATIVNAMEN  | Sha Moke; Shamo Ke  |
| KURZBESCHREIBUNG | General der Shu Han |
| GEBURTSDATUM     | 2. Jahrhundert      |
| STERBEDATUM      | 3. Jahrhundert      |